# Barocco (Rondò Veneziano)
Barocco è il dodicesimo album in studio dei Rondò Veneziano pubblicato il 5 novembre 1990 dalla Baby Records-Cleo Music AG.

## Descrizione
È stato pubblicato dalla BMG Ariola come Musica... fantasia, il quale omette Barocco e contiene un inedito, Venezia notturna, il brano Le muse dall'album Masquerade, oltre ad una versione de La scala d'oro dall'album Arabesque. In Francia invece è stato messo in commercio come Mystère e nel 2001 dalla Silver Star con il nome di Capriccio veneziano.

## Tracce

### Barocco
Musiche di Gian Piero Reverberi e Ivano Pavesi.
1. Barocco – 3:05
2. Musica... fantasia – 2:50
3. Le dame, i cavalieri – 2:55
4. Carme veneziano – 3:13
5. I sestieri – 2:54
6. Féerie – 2:37
7. Crepuscolo – 2:56
8. Divertissement – 3:19
9. Crepuscolo (reprise) – 2:05
10. Tournament – 2:57
11. Cattedrali – 4:25
12. D'ombres et de lumières – 2:50

### Musica... fantasia
1. Musica... fantasia – 2:50
2. Crepuscolo – 2:57
3. Divertissement – 3:19
4. Crepuscolo (reprise) – 2:06
5. Le dame, i cavalieri – 2:55
6. Cattedrali – 4:25
7. Tournament – 2:59
8. Féerie – 2:38
9. La scala d'oro – 3:23
10. D'ombres et de lumières – 2:51
11. Carme veneziano – 3:14
12. I sestieri – 2:54
13. Le muse – 2:50
14. Venezia notturna – 3:51

## Classifiche
| Paese    | Posizione raggiunta |
| -------- | ------------------- |
| Francia  | 8                   |
| Germania | 21                  |
| Italia   | 18                  |
| Svizzera | 4                   |